# Lago Portage
Il lago Portage (Portage Lake in inglese) è un lago a sud-est di Anchorage (Alaska, Stati Uniti).

## Storia
I lago si trova all'interno della Foresta Nazionale di Chugach (Chugach National Forest) ed è diventato visibile solo dal 1914 circa, con il rapido ritiro del ghiacciaio Portage. Tra la fine dell'800 e l'inizio del 1900, il ghiacciaio terminava sulla terra all'estremità occidentale del lago Portage. Quindi il fronte del ghiacciaio ha iniziato a ritirarsi costantemente. Il ritiro iniziale del ghiacciaio coincise con il noto riscaldamento climatico associato alla fine della Piccola era glaciale (circa metà del XIX secolo). La recessione più rapida di circa 140-160 metri all'anno si verificò tra il 1939 e il 1950. La recessione continuò negli anni '70 e '80 fino alla fine del 1999 per un ritiro totale di quasi 5 chilometri. Attualmente la fronte del ghiacciaio sembra essersi fermata sulla linea del 1999.

## Geografia fisica
Il lago, orientato nord-ovest/sud-est, è ungo circa 5 km con una larghezza media di circa 1 chilometro. È alimentato dalle acque del ghiacciaio Portage (Portage Glacier) e fornisce l'acqua per il fiume Portage (Portage Creek) che scorre lungo la Portage Valley e sfocia in testa alla baia di Turnagain (Turnagain Arm). Braccio di mare collegato alla baia di Cook (Cook Inlet) e quindi al Golfo dell'Alaska (Gulf of Alaska).

## Accessi
Il lago si trova a 80 chilometri a sud-est da Anchorage. Il lago è accessibile tramite la Portage Glacier Highway () che si forma al miglio 78 (125,5 hm) dall'autostrada Seward che collega la cittadina di Seward con Anchorage. Dalla  Portage Glacier Highway, che in realtà prosegue fino alle porte di Whittier, una strada privata di mezzo miglio (800 metri) conduce ad un ampio parcheggio presso il Begich Boggs Visitor Center sul lago; dopo un altro chilometro e mezzo si raggiunge un piccolo porticciolo dal quale la "Portage Glacier Cruises" gestisce una breve crociera verso il ghiacciaio, che porta 5 volte al giorno i visitatori vicino al ghiacciaio Portage.

## Turismo
Oltre alla crociera sul ghiacciaio, descritta sopra, durante l'inverno e l'inizio della primavera, il lago è una destinazione popolare per lo sci da fondo, pattinaggio, "ciaspolate" e altre escursioni invernali. Ovviamente gli sciatori devono prendere le dovute precauzioni vicino al ghiacciaio di Portage, poiché il movimento costante della fronte del ghiacciaio rompe anche il ghiaccio del lago e può creare chiazze di acqua libera o ghiaccio instabile, anche in pieno inverno. Altre attività ricreative nei pressi del lago sono la pesca sportiva lungo il fiume "Portage Creek" e le escursioni nella omonima "Portage Valley" (Trail of Blue Ice e Byron Glacier View Trail).

## Galleria d'immagini

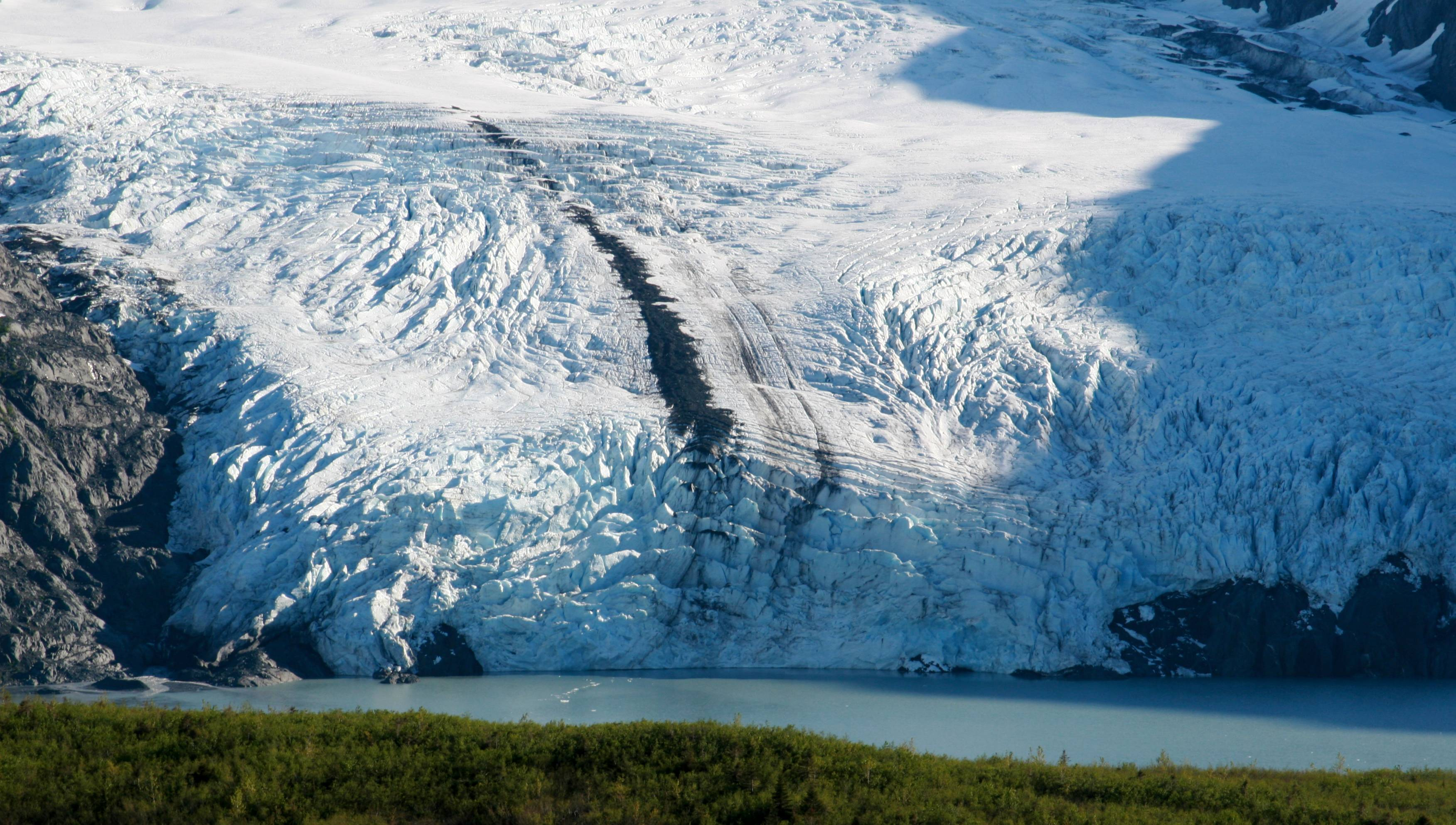
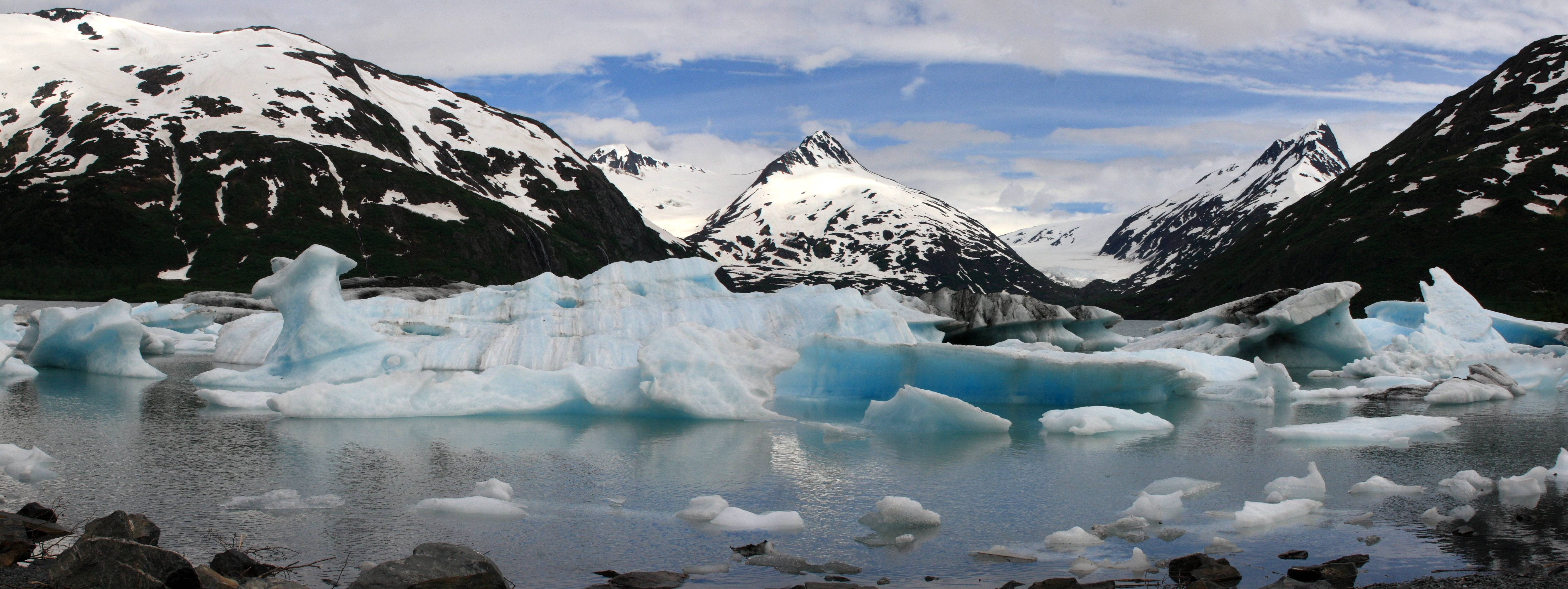
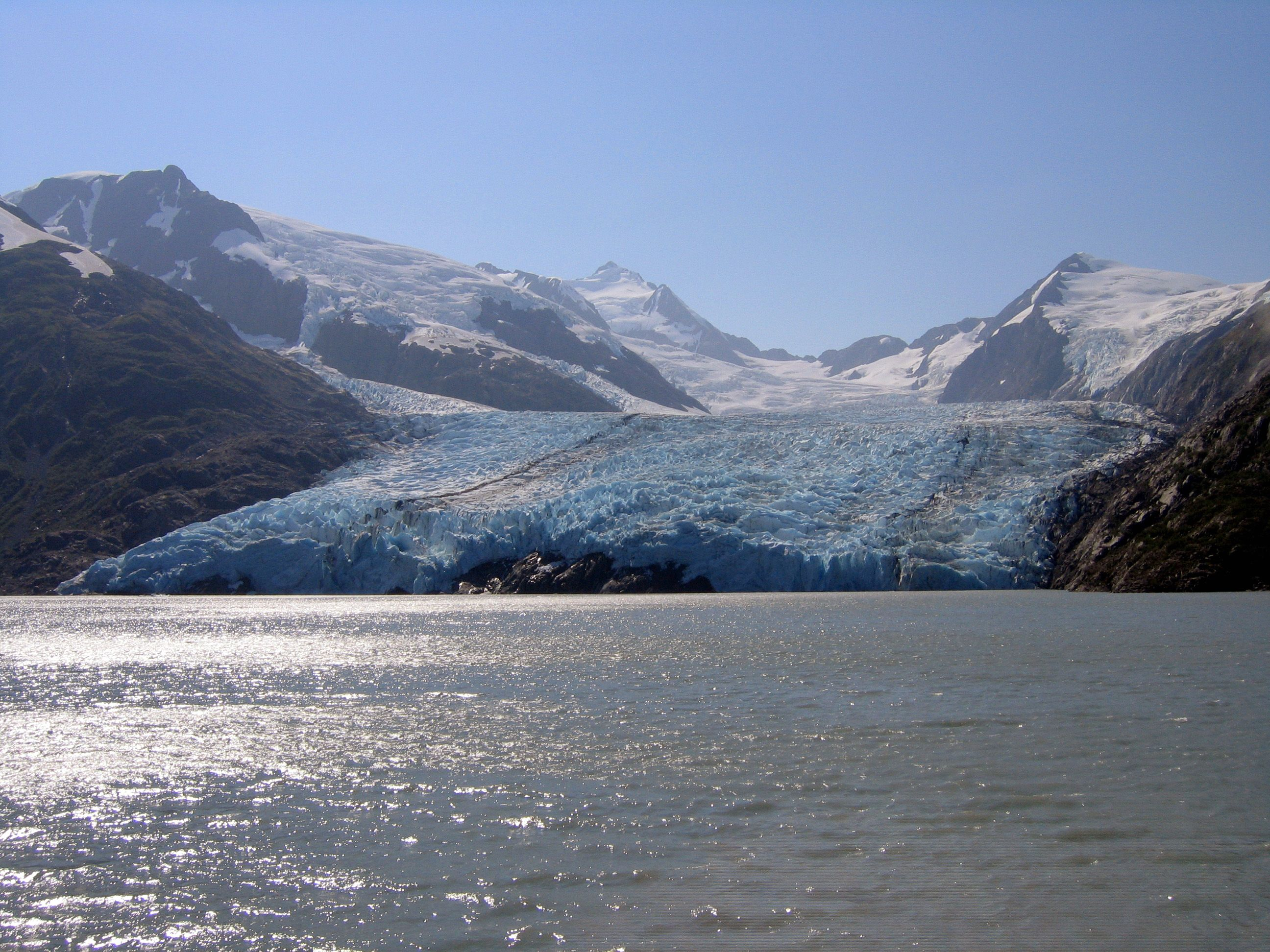
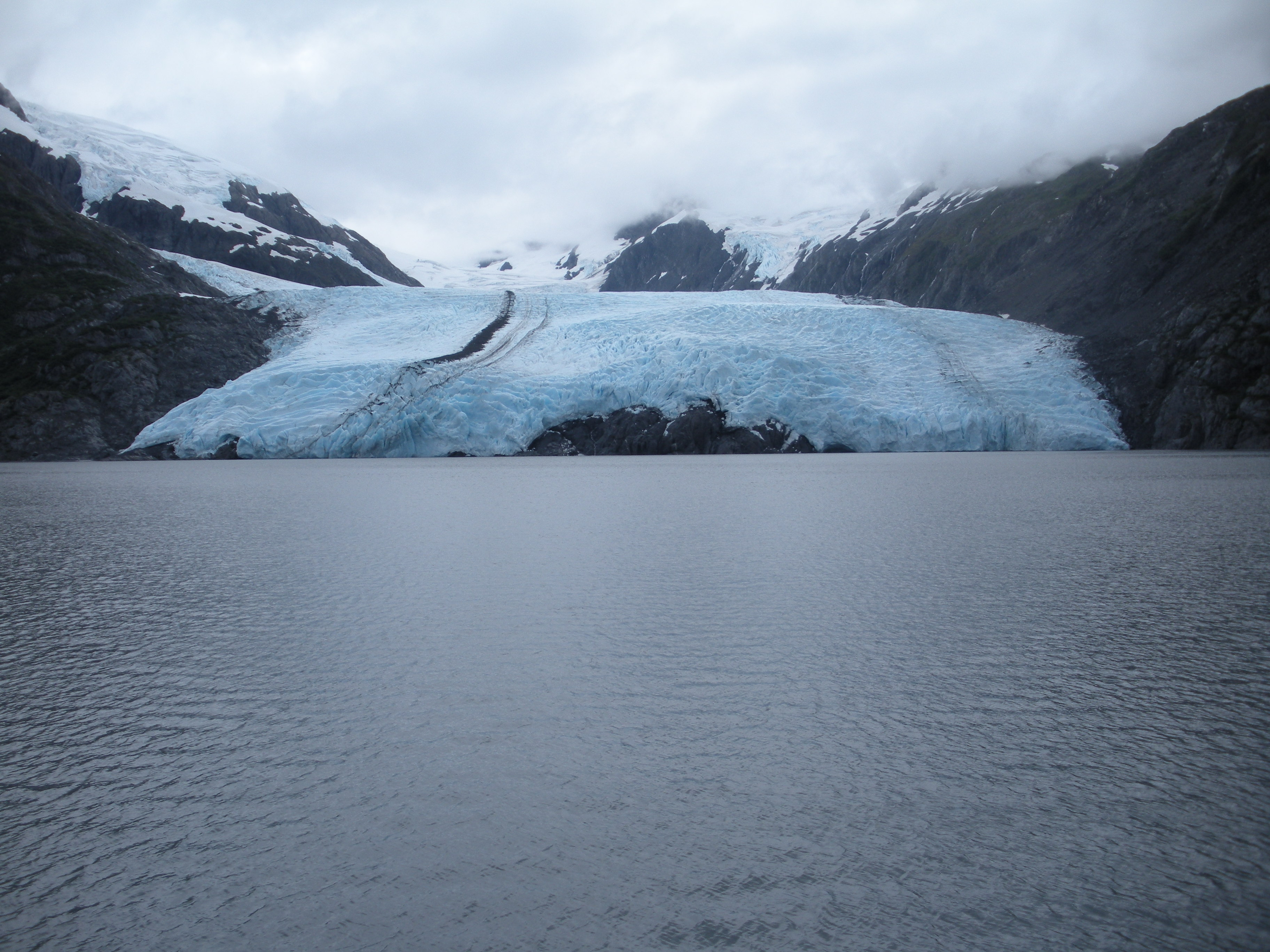
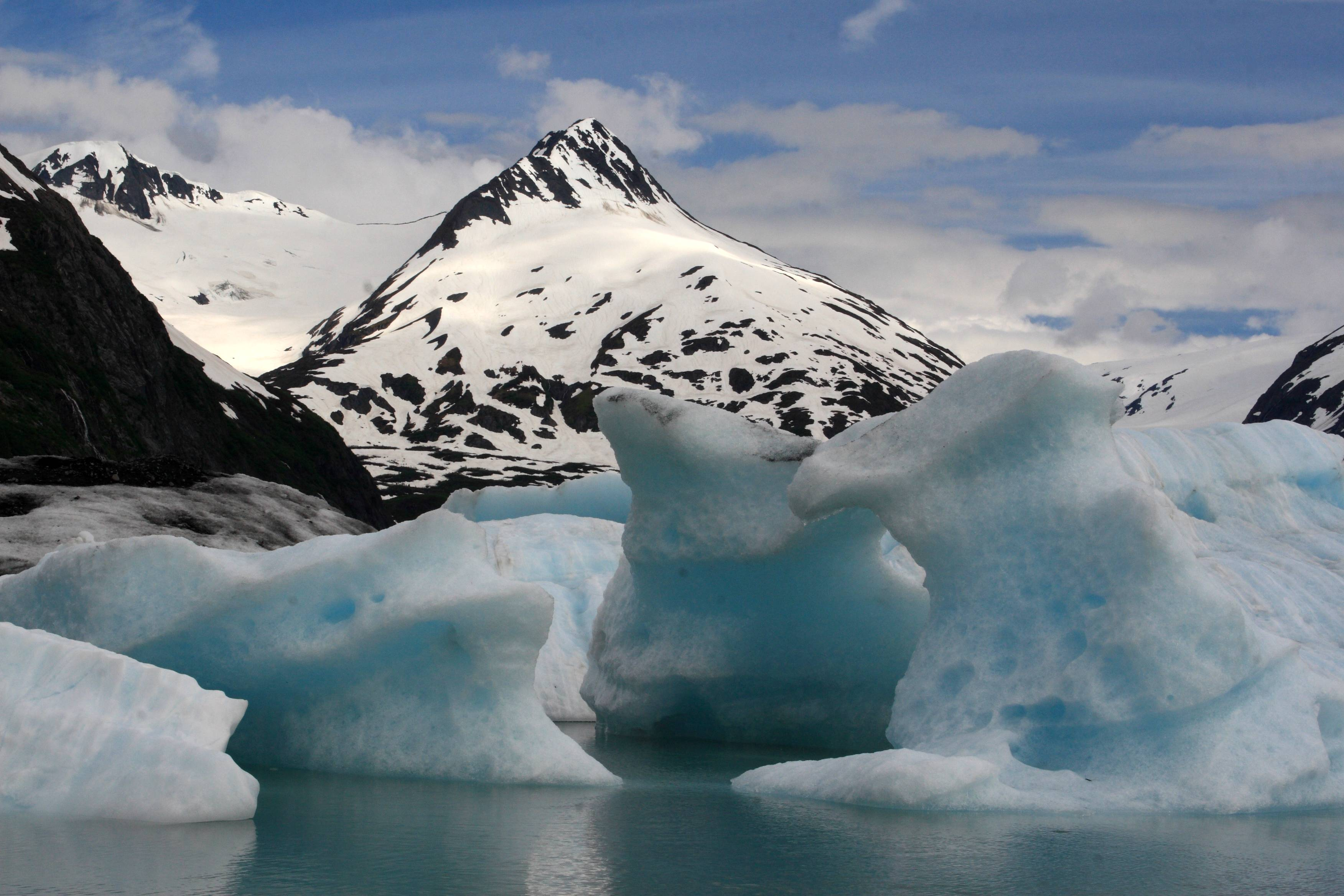
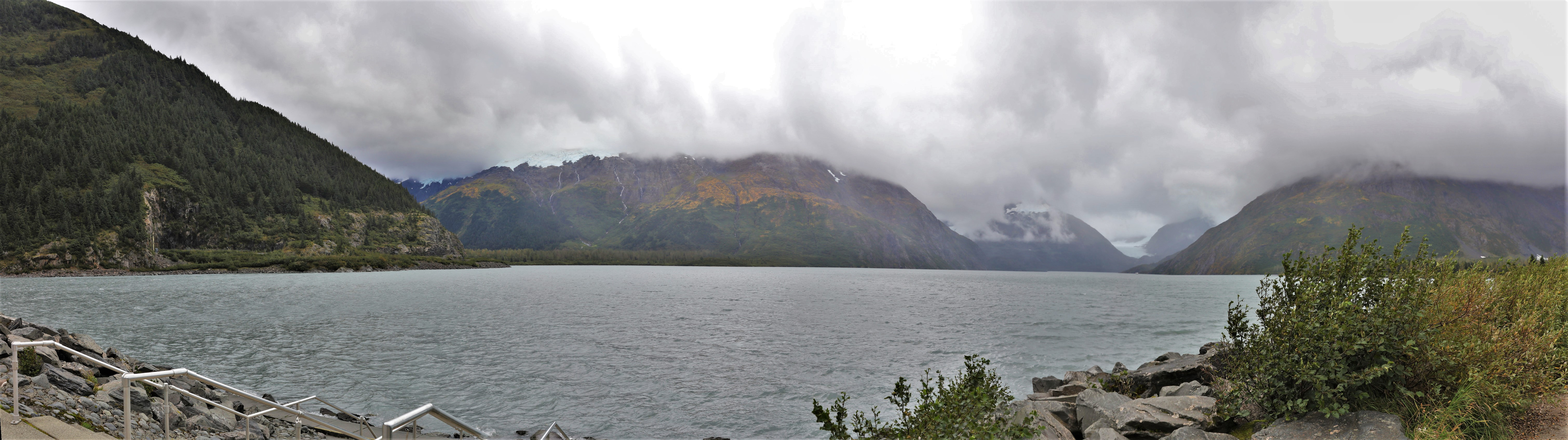
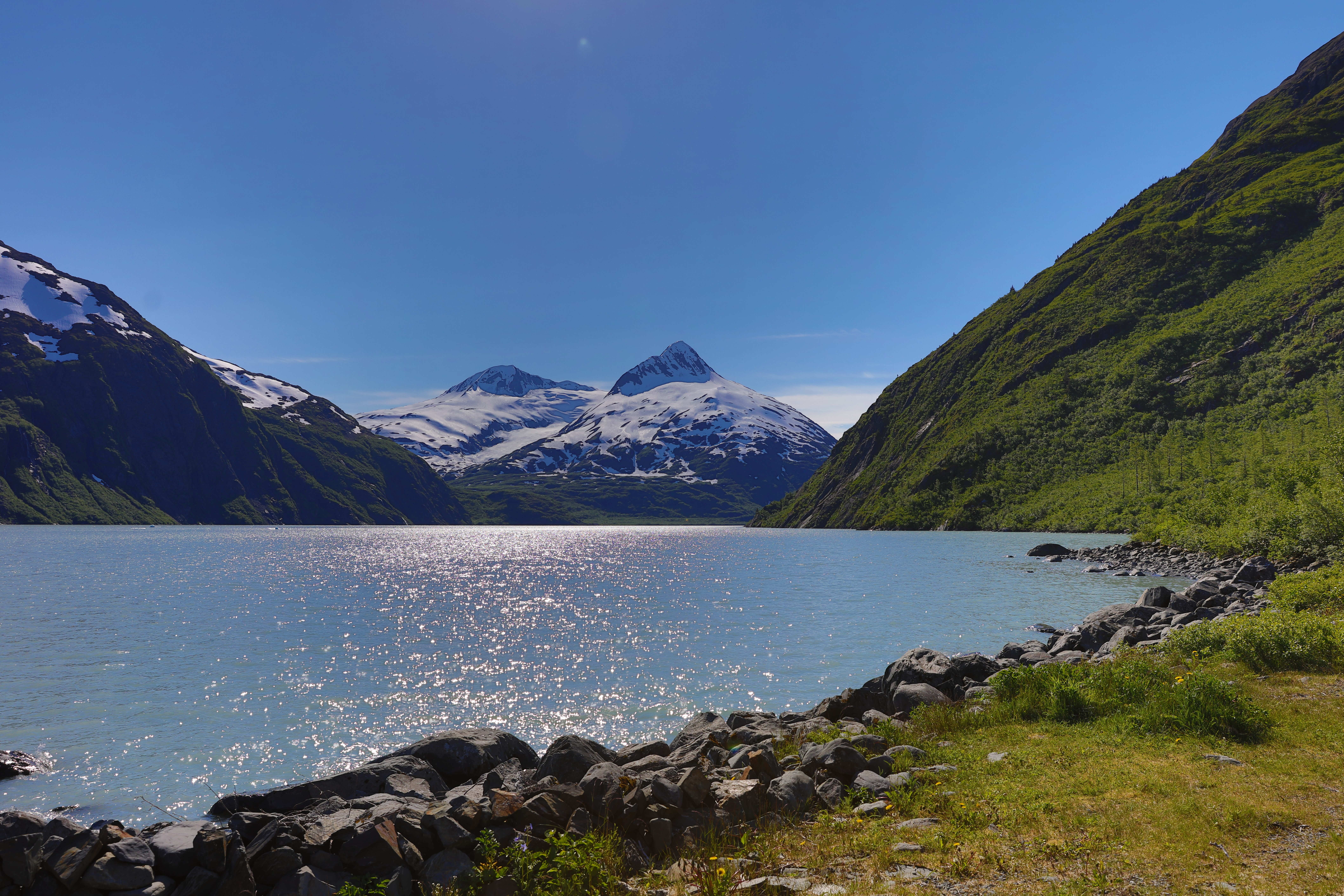